# Hubert Gorbach
Herbert Gorbach (ur. 27 lipca 1956 w miejscowości Frastanz) – austriacki polityk i przedsiębiorca, w latach 2003–2007 wicekanclerz oraz minister transportu, innowacji i technologii.

## Życiorys
W 1977 zdał egzamin maturalny, pracował na różnych stanowiskach w przedsiębiorstwach przemysłu tekstylnego. W latach 1987–1993 był dyrektorem zarządzającym w Kolb GmbH.
Zaangażował się w działalność polityczną w ramach Wolnościowej Partii Austrii (FPÖ). Od 1976 do 1982 kierował jej młodzieżówką RFJ na poziomie kraju związkowego, a w latach 1980–1985 przewodniczył tej organizacji na poziomie federalnym. Od 1984 był wiceprzewodniczącym, a w latach 1992–2004 przewodniczącym FPÖ w Vorarlbergu. W latach 2000–2002 zajmował stanowisko wiceprzewodniczącego partii.
Od 1985 do 1992 zasiadał w radzie miejskiej swojej rodzinnej miejscowości. W latach 1989–1993 był posłem do landtagu kraju związkowego Vorarlberg, następnie do 2003 wchodził w skład rządu tego kraju związkowego. W lutym 2003 został ministrem transportu, innowacji i technologii w drugim rządzie Wolfganga Schüssela. W październiku tegoż roku zastąpił dodatkowo Herberta Haupta na urzędzie wicekanclerza. Oba stanowiska zajmował do stycznia 2007. W 2005 należał do założycieli powołanego przez Jörga Haidera Sojuszu na rzecz Przyszłości Austrii (BZÖ), do 2006 był dyrektorem zarządzającym tego ugrupowania.
Wycofał się później z działalności politycznej, był menedżerem firmy turystycznej. Następnie powołał własne przedsiębiorstwo konsultingowe, nadzorujące m.in. projekty infrastrukturalne w Rosji i na Białorusi. W 2010 na zaproszenie białoruskiego ministra spraw zagranicznych był obserwatorem wyborów prezydenckich, publicznie ocenił, że spełniały one wszelkie standardy.
Odznaczony Wielką Złotą na Wstędze Odznaką Honorową za Zasługi dla Republiki Austrii (2007).